# Sergio Busquets
Sergio Busquets Burgos (katalanska: [busˈkɛts], spanskt uttal: [ˈserxjo βusˈkets]), född 16 juli 1988 i Sabadell, Katalonien, är en spansk fotbollsspelare (defensiv mittfältare) som spelar för amerikanska Inter Miami.
Busquets flyttades upp till Barcelonas förstalag i juli 2008 och blev snabbt en viktig spelare för laget. Han gjorde sin debut för det spanska landslaget mindre än ett år efter att ha gjort sin första A-lagsmatch.
Busquets har vunnit mängder av troféer med både FC Barcelona och Spanien, bland annat Uefa Champions League, La Liga, Copa del Rey, VM och EM.

## Klubbkarriär

### Barcelona
Busquets är född i Sabadell, Barcelona, Katalonien. Han började spela fotboll med det lokala laget CF Badia del Vallès. Han fortsatte sedan sina ungdomsår inom fotbollen i CEF Barberà Andalucía, UE Lleida och UFB Jàbac Terrassa. 2005 kom Busquets till FC Barcelonas ungdomsakademi. Han spelade 26 matcher och gjorde 7 mål för FC Barcelona Juvenil A under sin andra säsong och två år senare flyttades Busquets upp till FC Barcelona B med Pep Guardiola som tränare och hjälpte laget att ta sig upp till tredjedivisionen. Samma säsong gjorde han sin A-lagsdebut när han byttes in i Copa Catalunya.
Den 13 september 2008 gjorde Busquets sin första match i La Liga i 1-1-matchen mot Racing Santander. I matchen mot FC Basel i Uefa Champions League den 22 oktober gjorde han sitt första mål för klubben i den 15:e minuten i en 5-0-seger. Tidigt i december gjorde han sitt andra mål i Barcelonas tröja i 2-3-förlusten mot Shakthar Donetsk.
Den 22 december 2008 signerade Busquets en kontraktsförlängning fram till 2013 med en utköpsklausul på 80 miljoner euro. Den 7 mars 2009 gjorde han sitt första ligamål i en 2-0-vinst mot Athletic Bilbao. Den 27 maj samma år startade han i Champions League-finalen mot Manchester United. Matchen slutade 2-0 till Barcelonas favör. Som segrare av Champions League är fadern Carles och sonen Sergio endast den tredje fadern och sonen som båda vunnit Champions League med samma lag.

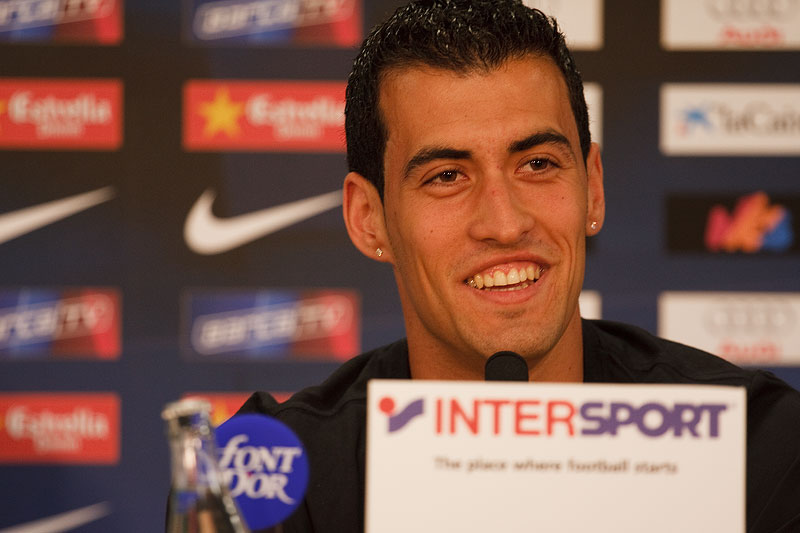
Busquets under en presskonferens för FC Barcelona 2009.

Busquets fina form höll i sig under säsongen 2009-2010. Guardiola föredrog honom framför Yaya Touré som Barcelonas defensive mittfältare. I semifinalen av Champions League mot Inter på Camp Nou den 28 april 2010 föll Busquets lätt efter att Inters Thiago Motta lyft armen och tryck till Busquets i ansiktet. Motta blev utvisad. Busquets fick senare utstå hård kritik och anklagades för filmning av både Motta och media.
Busquets var given i laget under säsongen 2010-2011, han spelade även mittback ett par gånger. Den 27 januari 2011 signerade han en kontraktsförlängning fram till 2015. Utköpsklausulen höjdes i och med det till 150 miljoner euro.
Den 24 april 2012 gjorde Busquets (som inte alls är en van målskytt) mål efter en passning från Isaac Cuenca mot Chelsea i semifinalen av Champions League. Matchen slutade dock 2-2 och Barcelona åkte ur turneringen.
Den 16 juli 2013, samma dag som han fyllde 25 år, kom Busquets och klubben överens om ett nytt kontrakt fram till 2018 med samma utköpsklausul.  Den 1 augusti 2014, efter att Carles Puyol slutat och efter en personlig önskan av den före detta kaptenen, fick Busquets tröjnummer 5 inför den kommande säsongen.
Den 6 juni 2015 startade Busquets sin andra Champions League-final. Barcelona vann sin femte trofé i turneringen efter att ha besegrat Juventus på Olympiastadion i Berlin. Detta gjorde Barcelona unika som det enda laget genom tiderna att vinna en trippel (inhemska ligan, inhemska cupen och europeiska cupen) två gånger. Dani Alves, Andrés Iniesta, Leo Messi, Pedro Rodríguez, Gerard Piqué, Xavi Hernández och Busquets själv är spelarna som lyckats med bedriften.
Den 1 oktober gjorde Busquets det första målet i 3-0-vinsten på Camp Nou mot UD Las Palmas. Matchen spelades inför tomma läktare på grund av oroligheterna i staden som följd av den katalanska omröstningen för självständighet.
I augusti 2021 blev han Barcelonas lagkapten efter att Lionel Messi lämnat för Paris Saint-Germain.
Den 10 maj 2023 tillkännagav Busquets sitt beslut att lämna Barcelona den 30 juni samma år i samband med avslutet på hans kontrakt med klubben.

### Inter Miami
Den 23 juni 2023 bekräftade Inter Miami att Busquets skulle ansluta till klubben den 1 juli samma år.

## Internationell karriär

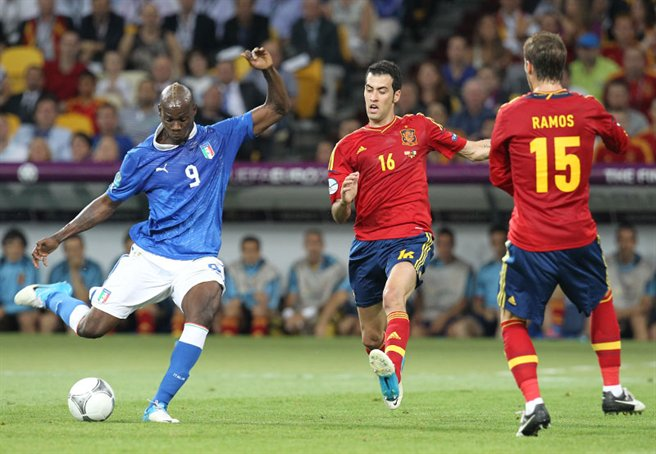
Busquets i Spaniens landslag 2012.

Den 11 oktober 2008 gjorde Busquets sin första match för Spaniens U21-landslag i kvalet till 2009 års U21 EM mot Schweiz. Han blev målskytt i den 17:e minuten. Matchen slutade med en förlust 2-1. Trots förlusten gick Spanien vidare tack vare en 3-1-vinst i den första matchen av två.
Den 11 februari 2009 kallades Busquets till A-landslaget för en vänskapsmatch mot England. Den 28 mars satt han på bänken i kvalet till VM 2010 mot Turkiet. Han debuterade i returmatchen den 1 april när han bytte av David Silva och fick spela 16 minuter i 2-1-vinsten.
Busquets blev uttagen till VM 2010 av tränaren Vicente del Bosque. Han missade inte en enda minut av hela turneringen förutom de sista 30 minuterna av 0-1-förlusten i gruppspelet mot Schweiz. Spanien vann till sist turneringen för första gången någonsin efter att Andrés Iniesta avgjort finalen mot Nederländerna.
Den 8 september 2014 gjorde Busquets sitt första mål för Spanien i en 5-1-vinst mot Makedonien i kvalet till EM 2016. Hans andra mål kom i samma kval den 15 november i 3-0-vinsten mot Vitryssland i Huelva.
Busquets gjorde sin 100:e match för Spanien den 9 oktober 2017 i en 1-0-vinst mot Israel på bortaplan i kvalet till VM 2018.
Den 16 december 2022 valde Busquets att avsluta landslagskarriären.

## Spelstil
Busquets spelar vanligen som en central eller defensiv mittfältare, men han bemästrar även mittbackspositionen. Busquets är mycket skicklig i sitt positionsspel, defensiva attributer, taktiskt intelligens samt spelförståelse. Tack vare sin blick för spelet, bollkontroll, teknik och passningar tappar han sällan bollen, och tillsammans med Andrés Iniesta och  Ivan Rakitić spelar han en viktig roll i att sätta tempot i lagets matcher som en djup liggande spelfördelare med sitt passningsspel.
Tränaren Vicente del Bosque hyllade Busquets och sa: "Om du tittar på hela matchen, kommer du inte se Busquets - men titta på Busquets, och du kommer se hela matchen."

## Privatliv
Busquets far Carles var även han fotbollsspelare. Han var målvakt i FC Barcelona under flera år på 1990-talet, men mest som backup.
År 2014 startade Busquets en relation med Elena Galera. Paret fick sitt första barn Enzo år 2016.
Busquets har en tatuering på arabiska på sin vänstra underarm som lyder på engelska; "A thing for you, the life in my country." Tatueringen är tillägnad hans farfar som han hade en mycket nära relation till.

## Meriter

### FC Barcelona
- La Liga: 2008/2009, 2009/2010, 2010/2011, 2012/2013, 2014/2015, 2015/2016, 2017/2018, 2018/2019, 2022/2023
- Uefa Champions League: 2008/2009, 2010/2011, 2014/2015
- Spanska cupen: 2008/2009, 2011/2012, 2014/2015, 2015/2016, 2016/2017, 2017/2018, 2020/2021
- Spanska supercupen: 2009, 2010, 2011, 2013, 2016, 2018, 2022-2023
- Uefa Super Cup: 2009, 2011, 2015
- VM för klubblag: 2009, 2011, 2015

### Spanien
- VM-Guld 2010
- EM-Guld 2012